# Кубок Польщі з футболу 2002—2003
Кубок Польщі з футболу 2002–2003 — 49-й розіграш кубкового футбольного турніру в Польщі. Титул вдруге поспіль здобула Вісла (Краків).

## Календар
| Раунд            | Дата                        | Матчі | Клуби   |
| ---------------- | --------------------------- | ----- | ------- |
| Попередній раунд | 5-6 серпня 2002             | 4     | 52 → 48 |
| Перший раунд     | 28 серпня 2002              | 16    | 48 → 32 |
| 1/16 фіналу      | 10-25 вересня 2002          | 16    | 32 → 16 |
| 1/8 фіналу       | 11-30 жовтня 2002           | 8     | 16 → 8  |
| 1/4 фіналу       | 6 листопада - 1 грудня 2002 | 8     | 8 → 4   |
| 1/2 фіналу       | 16-23 квітня 2003           | 4     | 4 → 2   |
| Фінал            | 7-14 травня 2003            | 2     | 2 → 1   |

## Попередній раунд
| Команда 1                     | Рахунок | Команда 2            |
| ----------------------------- | ------- | -------------------- |
| 5 серпня 2002                 |         |                      |
| Ягеллонія (Білосток)          | 3:0     | Одра/Унія (Ополе)    |
| 6 серпня 2002                 |         |                      |
| ЛКС (Лодзь)                   | 1:0     | Влукняж (Кетш)       |
| Гутник (Краків)               | 2:3     | Заглембє (Сосновець) |
| Світ (Новий-Двір-Мазовецький) | 1:0     | КС Мишкув            |

## Перший раунд
| Команда 1                  | Рахунок      | Команда 2                     |
| -------------------------- | ------------ | ----------------------------- |
| 28 серпня 2002             |              |                               |
| Вармя (Граєво)             | 1:1 пен. 1:4 | ЛКС (Лодзь)                   |
| Хойнічанка (Хойніце)       | 0:3          | ГКС (Белхатув)                |
| Окенце (Варшава)           | 1:0          | Тлокі (Ґожице)                |
| КС Кендзежин-Козьле        | 1:5          | Щаковянка (Явожно)            |
| Аліт (Ожарув)              | 1:0          | Гурник (Ленчна)               |
| Ґаліцья (Тісна)            | 1:5          | Цераміка (Опочно)             |
| Лехія/Зрив (Зелена Гура)   | 4:1          | Світ (Новий-Двір-Мазовецький) |
| Погонь (Олесниця)          | 2:3          | Заглембє (Сосновець)          |
| Унія (Скерневіце)          | 2:2 пен. 5:4 | Рух (Радзьонкув)              |
| Полонія/Олімпія (Ельблонг) | 2:1          | Арка (Гдиня)                  |
| Леварт (Любартів)          | 1:2          | Ягеллонія (Білосток)          |
| Ягеллонка (Нешава)         | 0:4          | Вісла (Плоцьк)                |
| Ярота (Яроцин)             | 1:4          | Гурник (Польковіце)           |
| Унія (Ратибор)             | 1:2          | Полар (Вроцлав)               |
| Гурник (Бжеще)             | 0:2          | Гетьман (Замостя)             |
| Зорза (Добжани)            | 1:1 пен. 1:3 | Лех (Познань)                 |

## 1/16 фіналу
| Команда 1                       | Рахунок | Команда 2                              |
| ------------------------------- | ------- | -------------------------------------- |
| 10 вересня 2002                 |         |                                        |
| Вісла (Плоцьк)                  | 3:1 дч  | Гурник (Забже)                         |
| Лех (Познань)                   | 2:0     | Рух (Хожув)                            |
| 11 вересня 2002                 |         |                                        |
| Окенце (Варшава)                | 0:3     | Легія (Варшава)                        |
| Лехія/Зрив (Зелена Гура)        | 0:2 дч  | РКС (Радомсько)                        |
| Гетьман (Замостя)               | 2:0     | Шльонськ (Вроцлав)                     |
| ЛКС (Лодзь)                     | 1:3     | Погонь (Щецин)                         |
| Аліт (Ожарув)                   | 0:2     | Одра (Водзіслав-Шльонський)            |
| Заглембє (Сосновець)            | 1:3     | ОКС Стоміл (Ольштин)                   |
| КСЗО (Островець-Свентокшиський) | 2:1     | Полонія (Варшава)                      |
| ГКС (Белхатув)                  | 2:3     | Аміка (Вронкі)                         |
| Унія (Скерневіце)               | 3:5     | Полар (Вроцлав)                        |
| Заглембє (Любін)                | 4:1     | ГКС (Катовиці)                         |
| Полонія/Олімпія (Ельблонг)      | 0:6     | Цераміка (Опочно)                      |
| Гурник (Польковіце)             | 0:1     | Дискоболія (Гродзиськ-Великопольський) |
| Щаковянка (Явожно)              | 1:3     | Вісла (Краків)                         |
| 25 вересня 2002                 |         |                                        |
| Ягеллонія (Білосток)            | 1:2     | Відзев (Лодзь)                         |

## 1/8 фіналу
| Команда 1            | Рахунок | Команда 2                              |
| -------------------- | ------- | -------------------------------------- |
| 11 жовтня 2002       |         |                                        |
| Вісла (Плоцьк)       | 1:0     | КСЗО (Островець-Свентокшиський)        |
| 16 жовтня 2002       |         |                                        |
| Легія (Варшава)      | 0:1     | РКС (Радомсько)                        |
| 23 жовтня 2002       |         |                                        |
| Полар (Вроцлав)      | 1:0     | Аміка (Вронкі)                         |
| Вісла (Краків)       | 5:0     | Дискоболія (Гродзиськ-Великопольський) |
| 30 жовтня 2002       |         |                                        |
| Гетьман (Замостя)    | 1:2 дч  | Погонь (Щецин)                         |
| ОКС Стоміл (Ольштин) | 0:1     | Одра (Водзіслав-Шльонський)            |
| Відзев (Лодзь)       | 4:2     | Заглембє (Любін)                       |
| Лех (Познань)        | 1:2     | Цераміка (Опочно)                      |

## 1/4 фіналу
| Команда 1                   | Заг. | Команда 2       | 1-й матч | 2-й матч |
| --------------------------- | ---- | --------------- | -------- | -------- |
| 6/30 листопада 2002         |      |                 |          |          |
| Погонь (Щецин)              | 2:3  | РКС (Радомсько) | 2:0      | 0:3      |
| Одра (Водзіслав-Шльонський) | 1:3  | Вісла (Плоцьк)  | 1:0      | 0:3      |
| Відзев (Лодзь)              | 7:3  | Полар (Вроцлав) | 2:0      | 5:3      |
| 6 листопада/1 грудня 2002   |      |                 |          |          |
| Цераміка (Опочно)           | 2:7  | Вісла (Краків)  | 2:2      | 0:5      |

## 1/2 фіналу
| Команда 1         | Заг. | Команда 2      | 1-й матч | 2-й матч |
| ----------------- | ---- | -------------- | -------- | -------- |
| 16/23 квітня 2003 |      |                |          |          |
| РКС (Радомсько)   | 1:2  | Вісла (Плоцьк) | 0:1      | 1:1      |
| Відзев (Лодзь)    | 2:3  | Вісла (Краків) | 1:2      | 1:1      |

## Фінал
| Команда 1        | Заг. | Команда 2      | 1-й матч | 2-й матч |
| ---------------- | ---- | -------------- | -------- | -------- |
| 7/14 травня 2003 |      |                |          |          |
| Вісла (Краків)   | 3:1  | Вісла (Плоцьк) | 0:1      | 3:0      |

### Перший матч
| 7 травня 2003 |

| Вісла (Краків) | 0:1      | Вісла (Плоцьк) |
| -------------- | -------- | -------------- |
|                | Протокол | Єлень 20'      |

| Міський стадіон, Краків Глядачів: 4 000 Арбітр: Роберт Малек |

### Повторний матч
| 14 травня 2003 |

| Вісла (Плоцьк) | 0:3      | Вісла (Краків)                 |
| -------------- | -------- | ------------------------------ |
|                | Протокол | Журавський 27' Кузьба 59', 60' |

| Стадіон Вісли, Плоцьк Глядачів: 10 000 Арбітр: Мірослав Ришка |